# Halowe Mistrzostwa Europy w Lekkoatletyce 1986 – bieg na 800 m mężczyzn
Bieg na 800 metrów mężczyzn – jedna z konkurencji biegowych rozgrywanych podczas halowych lekkoatletycznych mistrzostw Europy w hali Palacio de Deportes w Madrycie. Eliminacje i półfinały zostały rozegrane 22 lutego, a bieg finałowy 23 lutego 1986. Zwyciężył reprezentant Republiki Federalnej Niemiec Peter Braun. Tytułu zdobytego na poprzednich mistrzostwach nie bronił Rob Harrison z Wielkiej Brytanii.

## Rezultaty

### Eliminacje
Rozegrano 4 biegi eliminacyjne, do których przystąpiło 19 biegaczy. Awans do półfinałów dawało zajęcie jednego z pierwszych dwóch miejsc w swoim biegu (Q). Skład półfinałów uzupełniło czterech zawodników z najlepszym czasem wśród przegranych (q).
Opracowano na podstawie materiału źródłowego.
Bieg 1
| Miejsce | Zawodnik         | Czas    | Uwagi |
| ------- | ---------------- | ------- | ----- |
| 1       | Peter Braun      | 1:53,58 | Q     |
| 2       | Sotiris Mutsanas | 1:53,68 | Q     |
| 3       | Javier Nieto     | 1:53,79 |       |
| 4       | David Sharpe     | 1:53,93 |       |

Bieg 2
| Miejsce | Zawodnik           | Czas    | Uwagi |
| ------- | ------------------ | ------- | ----- |
| 1       | Axel Harries       | 1:51,99 | Q     |
| 2       | André Lavie        | 1:52,12 | Q     |
| 3       | Siergiej Kucebo    | 1:52,23 | q     |
| 4       | Ari Suhonen        | 1:52,40 | q     |
| 5       | Avelino Baldachino | 2:00,28 | NR    |

Bieg 3
| Miejsce | Zawodnik           | Czas    | Uwagi |
| ------- | ------------------ | ------- | ----- |
| 1       | Thierry Tonnellier | 1:52,08 | Q     |
| 2       | Jussi Udelhoven    | 1:52,34 | Q     |
| 3       | Martin Enholm      | 1:52,76 | q     |
| 4       | Herwig Tavernaro   | 1:52,91 | q     |
| 5       | Mário da Silva     | 1:52,91 |       |

Bieg 4
| Miejsce | Zawodnik           | Czas    | Uwagi |
| ------- | ------------------ | ------- | ----- |
| 1       | Colomán Trabado    | 1:52,78 | Q     |
| 2       | Philippe Collard   | 1:53,25 | Q     |
| 3       | Ronny Olsson       | 1:53,59 |       |
| 4       | Peter Svaricek     | 1:53,98 |       |
| 5       | Serafim Pallikaris | 1:55,29 |       |

### Półfinały
Rozegrano 2 biegi półfinałowe, w których wystartowało 12 biegaczy. Awans do finału dawało zajęcie jednego z trzech pierwszych miejsc w swoim biegu (Q).
Opracowano na podstawie materiału źródłowego.
Bieg 1
| Miejsce | Zawodnik           | Czas    | Uwagi |
| ------- | ------------------ | ------- | ----- |
| 1       | Jussi Udelhoven    | 1:50,03 | Q     |
| 2       | Colomán Trabado    | 1:50,54 | Q     |
| 3       | Thierry Tonnellier | 1:50,95 | Q     |
| 4       | Siergiej Kucebo    | 1:51,21 |       |
| 5       | Sotiris Mutsanas   | 1:51,26 |       |
| 6       | Herwig Tavernaro   | 1:54,88 |       |

Bieg 2
| Miejsce | Zawodnik         | Czas    | Uwagi |
| ------- | ---------------- | ------- | ----- |
| 1       | Peter Braun      | 1:50,34 | Q     |
| 2       | Philippe Collard | 1:50,58 | Q     |
| 3       | Axel Harries     | 1:50,81 | Q     |
| 4       | Martin Enholm    | 1:51,76 |       |
| 5       | André Lavie      | 1:54,16 |       |
| 6       | Ari Suhonen      | 1:54,23 |       |

### Finał
Opracowano na podstawie materiału źródłowego.
| Miejsce | Zawodnik           | Czas    |
| ------- | ------------------ | ------- |
| 1       | Peter Braun        | 1:48,96 |
| 2       | Colomán Trabado    | 1:49,12 |
| 3       | Thierry Tonnellier | 1:49,51 |
| 4       | Philippe Collard   | 1:49,79 |
| 5       | Axel Harries       | 1:50,04 |
| 6       | Jussi Udelhoven    | 1:53,78 |